# 50 m stylem grzbietowym
50 m stylem grzbietowym – najkrótszy dystans w tym stylu. Jest to konkurencja nierozgrywana na igrzyskach olimpijskich.

## Mistrzostwa Polski
Obecny mistrz Polski:
- Ksawery Masiuk (2021)[1]

Obecna mistrzyni Polski:
- Alicja Tchórz (2021)[2]

## Mistrzostwa świata(basen 50 m)
Obecny mistrz świata:
- Justin Ress (2022)

Obecna mistrzyni świata:
- Kylie Masse (2022)

## Mistrzostwa świata(basen 25 m)
Obecny mistrz świata:
- Rosyjska Federacja Pływacka Klimient Kolesnikow (2021)

Obecna mistrzyni świata:
- Margaret MacNeil (2021)

## Mistrzostwa Europy
Obecny mistrz Europy:
- Klimient Kolesnikow (2021)

Obecna mistrzyni Europy:
- Kira Toussaint (2021)

## Rekordy Polski, Europy i świata (basen 50 m)
|           | Imię i nazwisko     | Czas    | Miejsce ustanowienia      | Data             |         |         |
| Kobiety   | Kobiety             | Kobiety | Kobiety                   | Kobiety          | Kobiety | Kobiety |
| --------- | ------------------- | ------- | ------------------------- | ---------------- | ------- | ------- |
| WR        | Liu Xiang           | 26,98   | Dżakarta (Indonezja)      | 21 sierpnia 2018 |         |         |
| ER        | Georgia Davies      | 27,21   | Glasgow (Wielka Brytania) | 4 sierpnia 2018  |         |         |
| RP        | Alicja Tchórz       | 27,72   | Glasgow (Wielka Brytania) | 4 sierpnia 2018  |         |         |
| Mężczyźni |                     |         |                           |                  |         |         |
| WR        | Klimient Kolesnikow | 23,55   | Kazań (Rosja)             | 27 lipca 2023    |         |         |
| ER        | Klimient Kolesnikow | 23,55   | Kazań (Rosja)             | 27 lipca 2023    |         |         |
| RP        | Ksawery Masiuk      | 24,48   | Budapeszt (Węgry)         | 24 czerwca 2022  |         |         |

## Rekordy Polski, Europy i świata (basen 25 m)
|           | Imię i nazwisko      | Czas    | Miejsce ustanowienia                    | Data                              |         |         |
| Kobiety   | Kobiety              | Kobiety | Kobiety                                 | Kobiety                           | Kobiety | Kobiety |
| --------- | -------------------- | ------- | --------------------------------------- | --------------------------------- | ------- | ------- |
| WR        | Margaret MacNeil     | 25,27   | Abu Zabi (Zjednoczone Emiraty Arabskie) | 20 grudnia 2021                   |         |         |
| ER        | Kira Toussaint       | 25,60   | Budapeszt (Węgry) Amsterdam (Holandia)  | 14 listopada 2020 18 grudnia 2020 |         |         |
| RP        | Aleksandra Urbańczyk | 26,03   | Lublin (Polska)                         | 19 grudnia 2015                   |         |         |
| Mężczyźni |                      |         |                                         |                                   |         |         |
| WR        | Klimient Kolesnikow  | 22,11   | Kazań (Rosja)                           | 23 listopada 2022                 |         |         |
| ER        | Klimient Kolesnikow  | 22,11   | Kazań (Rosja)                           | 23 listopada 2022                 |         |         |
| RP        | Tomasz Polewka       | 22,96   | Netanja (Izrael)                        | 6 grudnia 2015                    |         |         |